# Rüdiger Bernhardt
Rüdiger Bernhardt (* 8. September 1940 in Dresden) ist ein deutscher Germanist und Skandinavist, von 1985 bis 1993 war er Professor für Literatur der DDR an der Martin-Luther-Universität Halle-Wittenberg.

## Leben
Rüdiger Bernhardt ging in Dresden zur Schule, 1958 legte er seine Abiturprüfung an der Oberschule Dresden Nord (heutiges Romain-Rolland-Gymnasium Dresden) ab. Von 1958 bis 1960 leistete er Wehrdienst beim Artillerieregiment Nr. 7 in Zittau. Während dieser Zeit trat er im Kabarett »Das Bajonett« auf, für das er auch Texte schrieb. Von 1960 bis 1964 studierte er Germanistik, Kunstgeschichte, Theaterwissenschaft und Nordistik an der Karl-Marx-Universität Leipzig sowie der Theaterhochschule „Hans Otto“ Leipzig. An der Universität war er Hilfsassistent des Literaturwissenschaftlers Hans Mayer. Während des Studiums leistete er Praktika beim Rundfunk und an verschiedenen Theatern (z. B. Regieassistenz 1964 in Plauen). Das Studium schloss er 1964 mit einer Arbeit über Willi Bredel als Diplom-Germanist ab.

## Universitätslaufbahn
Mit einer Arbeit über Henrik Ibsen und den deutschen Naturalismus wurde Bernhardt 1968 in Halle zum Dr. phil. promoviert, 1974 erwarb er die Lehrbefähigung facultas docendi für das Fachgebiet »Neuere und neueste deutsche Literatur« und 1978 den akademischen Grad Dr. sc. phil. (Habilitation) mit einer Arbeit über Heiner Müller und die Antike-Rezeption in der DDR-Literatur. Von 1974 bis 1976 war er Gastdozent an der Universität Bratislava, seit 1975 führten ihn Vortragsreisen, Gutachtertätigkeiten und Lehraufträge u. a. nach Norwegen, Schweden, Frankreich, Italien, Jugoslawien, Polen, Bulgarien, in die Sowjetunion, die BRD, die CSSR und den Irak.
An der Martin-Luther-Universität Halle-Wittenberg war er von 1978 bis 1985 Hochschuldozent und von 1985 bis 1993 ordentlicher Professor für Literatur der DDR. Von 1978 bis 1982 fungierte er als stellvertretender Direktor der Sektion Germanistik und Kunstwissenschaften, anschließend bis 1992 als Wissenschaftsbereichsleiter für deutsche Literatur. 1991/92 lehrte er zusätzlich an der Technischen Universität Chemnitz deutsche Literatur und Literaturtheorie. Am 30. April 1993 beendete ein Auflösungsvertrag seine Tätigkeit als Lehrstuhlinhaber aus »strukturbedingten Gründen«. 1994/95 vertrat er eine Professur an der Christian-Albrechts-Universität zu Kiel, 1997 bis 1998 eine Professur für deutsche Literatur an der Universität Stettin.
Als Hochschullehrer in Halle betreute Rüdiger Bernhardt mehr als 100 Diplomanden (u. a. Lutz Seiler) und 22 Promotionsstudenten (u. a. Klaus-Rüdiger Mai). Neben der Literatur der DDR galten seine Forschungen besonders der Literatur Skandinaviens, des deutschen Naturalismus und der Rezeption antiker Mythen. Zu seinem 80. Geburtstag erschien ein Sammelband, der 80 Essays und Rezensionen aus den Jahren 2000 bis 2020 enthält, die sich mit der Literatur der DDR, deren Rezeption und ihrem Nachleben kritisch auseinandersetzen. Bernhardt gilt als ausgewiesener Experte für Peter Hille, Gerhart Hauptmann, Henrik Ibsen sowie die vor allem mit den »Zirkeln schreibender Arbeiter« assoziierten literarischen Folgen des Bitterfelder Weges.

## Mitarbeiter der Staatssicherheit
Als Inoffizieller Mitarbeiter im besonderen Einsatz (IME) mit dem Decknamen »Faust« erstellte Bernhardt von 1976 bis 1989 für die DDR-Staatssicherheit Gutachten zu Manuskripten von DDR-Autoren. Diese Gutachten hatten Einfluss auf die Druckgenehmigungsverfahren der DDR-Zensur. Infolge einer Bewertung eines Textes von Detlef Opitz durch den Stasi-Geheimgutachter wurde der Text Opitz’ nicht gedruckt und dieser erfuhr staatliche Repressalien. In den Akten existieren 13 maschinenschriftliche Gutachten, 41 Tonbandabschriften, 49 mündliche Berichte und 60 Treffberichte der Führungsoffiziere von ihm. Neben seinen Gutachten berichtete er über die Sektion Germanistik und Kunstwissenschaft der Universität Halle-Wittenberg und über mehr als 30 Personen.

## Jenseits der Universität
Seit 1966 engagierte sich Bernhardt zusätzlich zu seiner universitären Tätigkeit als Leiter der Zirkel schreibender Arbeiter bei den Leuna-Werken bzw. der Literarischen Werkstatt Leuna (bis 2008) und war bis 1986 Vorsitzender der Zentralen Arbeitsgemeinschaft schreibender Arbeiter beim Zentralhaus für Kulturarbeit der DDR. Für die vom Zentralhaus herausgegebene Literaturzeitschrift ich schreibe fungierte Bernhardt seit den 1960er Jahren bis 1989 als Autor, später auch als Mitglied des Redaktionsbeirats und Gutachter. Aus dieser Tätigkeit ging u. a. ein gut nachgefragtes Handbuch für schreibende Arbeiter mit dem Titel Vom Handwerk des Schreibens. Ein Sachbuch für Schreibende hervor, das Bernhardt zusammen mit Hans Schmidt und Andreas Leichsenring herausgab und welches zwei Auflagen (1976 und 1983) erlebte. Darüber hinaus war er als Fernseh-, Literatur- und Theaterkritiker für die in Halle/S. erscheinenden Tageszeitungen Freiheit und Liberal-Demokratische Zeitung tätig. 1979 wurde er in den Schriftstellerverband aufgenommen.
Nach 1993 war Bernhardt freier Mitarbeiter an der Ostseeakademie/Academia Baltica Lübeck-Travemünde und organisierte Kolloquien zur deutschen Gegenwartsliteratur. Vortragsreisen führten ihn nach Polen, Russland (Kaliningrad), Litauen und Österreich. Von 1998 bis 2007 übernahm er die wissenschaftliche Betreuung der jährlichen Literatour der Peter-Hille-Gesellschaft durch Deutschland, die Schweiz und Italien. Von 1994 bis 2008 war er erster Vorsitzender der neugegründeten Stiftung Gerhart-Hauptmann-Haus in Kloster auf Hiddensee.
Neben literaturwissenschaftlichen Werken veröffentlichte er zahlreiche literaturbezogene Lernhilfen für den gymnasialen Deutschunterricht im C. Bange Verlag. Darüber hinaus ist er regelmäßiger Rezensent und Kommentator für das DKP-Zentralorgan Wochenzeitung Unsere Zeit.
Seit Mai 2021 gibt er für die »Vogtländische Literaturgesellschaft Julius Mosen« (vgl. Julius Mosen) zum 15. jedes Monats online das Literaturpanorama heraus, für das er bis auf wenige kleine Ausnahmen der alleinige Verfasser ist. Das Literaturpanorama stellt Neuerscheinungen vor, kommentiert literarische Entwicklungen, würdigt Gedenktage und vermerkt besondere literaturrelevante Vorgänge.

## Privates
Rüdiger Bernhardt ist verheiratet, hat zwei erwachsene Söhne und lebt in Bergen im Vogtland.

## Ehrungen
- 1985 Händelpreis des Bezirkes Halle
- 1999 Wahl zum Mitglied der Leibniz-Sozietät der Wissenschaften zu Berlin
- 2018 Vogtländischer Literaturpreis (2018 erstmals vergeben)

## Veröffentlichungen

### Aufsätze
- Schreibende Arbeiter und ihre Zirkel – Erwartungen, Praxis und Ergebnisse. In: KULTURELLE BILDUNG ONLINE: https://www.kubi-online.de/artikel/schreibende-arbeiter-ihre-zirkel-erwartungen-praxis-ergebnisse [letzter Zugriff 30. Dezember 2022].

### Monographien
- Friederike Caroline  Neuber und Julius Mosen: Eine nationale Dramatik sucht ihre Nation. Zwei Vogtländer wollten das deutsche Drama, Theater und Bühnenwesen im 18. und 19. Jahrhundert verändern. conception SEIDEL OHG, Muldenhammer 2023, ISBN 978-3-86716-259-3.
- Der vergessene Mythos – die zerstörerische Zivilisation. Zum Werk Christoph Heins. Edition Schwarzdruck, Gransee 2021, ISBN 978-3-96611-014-3.
- Essay & Kritik. Literatur im Osten Deutschlands nach 2000. Eine Auswahl aus den Jahren von 2000 bis 2020. Edition Freiberg, Dresden 2020, ISBN 978-3-948472-11-5. [13]
- Maßstab: Humanismus. Die sowjetischen Kulturoffiziere und ihre Tätigkeit (1945–1949/50). Neue Impulse Verlag, Essen 2020, ISBN 978-3-96170-033-2.
- Julius Mosen (1803–1867): Dichter, Dramaturg und Jurist, ein gebürtiger Vogtländer. Concepcion Seidel OHG, Vogtland Verlag, Muldenhammer 2017, ISBN 978-3-86716-144-2.
- Vom Schreiben auf dem Bitterfelder Weg: Die Bewegung schreibender Arbeiter – Betrachtungen und Erfahrungen. Neue Impulse Verlag, Essen 2016, ISBN 978-3-946845-23-2.
- Hiddensee: auf den Spuren von Gerhart Hauptmann. Ellert & Richter Verlag, Hamburg 2012, ISBN 978-3-8319-0471-6.
- Gerhart Hauptmann: eine Biografie. Verlag Atelier im Bauernhaus, Fischerhude 2007, ISBN 978-3-88132-287-4.
- „Ich bestimme mich selbst.“ Das traurige Leben des glücklichen Peter Hille (1854–1904). Bussert & Stadler, Jena 2004, ISBN 978-3-932906-46-6.
- August Strindberg. Deutscher Taschenbuch Verlag, München 1999, ISBN 978-3-423-31013-0.
- Henrik Ibsen und die Deutschen. Henschelverlag, Berlin 1989, ISBN 978-3-362-00298-1.
- Antikerezeption im Werk Heiner Müllers. Habilitationsschrift, Martin-Luther-Universität Halle-Wittenberg. Halle/S. 1978.[14]
- Die Herausbildung des naturalistischen deutschen Dramas bis 1890 und der Einfluß Henrik Ibsens: 1–3. Dissertation, Martin-Luther-Universität Halle-Wittenberg. Halle/S. 1968.

### Herausgeberschaften
- Mitteldeutsche Sagen. (4 Bände). Konkordia, Bühl 1997 (ISBN 978-3-7826-2096-3, 978-3-7826-2097-0, 978-3-7826-2098-7, 978-3-7826-2099-4).
- Ein Damenduell: Geschichten aus der „Gartenlaube“. Reiher, Berlin 1991, ISBN 978-3-910163-38-6 (mit Christiane Baumann).
- Peter Hille: Der Spökenkieker: Plaudereien über Dichter, Maler und ein Konzert. Gustav Kiepenheuer, Leipzig/Weimar 1986 (mit Friedrich Kienecker).
- Hermann Conradi: Ich bin der Sohn der Zeit. Gustav Kiepenheuer, Leipzig/Weimar 1983.
- Peter Hille: Ich bin, also ist Schönheit. Reclam Verlag, Leipzig 1975.

### Lehrwerke
- Eichendorff. Das lyrische Schaffen: Interpretationen zu den wichtigsten Gedichten. C. Bange Verlag, Hollfeld 2022, ISBN 978-3-8044-5059-2.
- Leonce und Lena von Georg Büchner: Textanalyse und Interpretation mit Zusammenfassung, Inhaltsangabe, Charakterisierung, Szenenanalyse und Prüfungsaufgaben mit Lösungen uvm. C. Bange Verlag, Hollfeld 2022, ISBN 978-3-8044-2067-0.
- Woyzeck von Georg Büchner: Textanalyse und Interpretation mit Zusammenfassung, Inhaltsangabe, Charakterisierung, Szenenanalyse und Prüfungsaufgaben mit Lösungen uvm. C. Bange Verlag, Hollfeld 2022, ISBN 978-3-8044-7068-2.
- Textanalyse und Interpretation zu Heinar Kipphardt, In der Sache J. Robert Oppenheimer. C. Bange Verlag, Hollfeld 2020, ISBN 978-3-8044-2049-6.
- Reisen – unterwegs sein: ein Abriss der deutschen Lyrik vom Mittelalter über Barock, Klassik und Romantik bis zur Gegenwart. C. Bange Verlag, Hollfeld 2019, ISBN 978-3-8044-3090-7.
- Textanalyse und Interpretation zu Daniel Kehlmann, Ruhm. C. Bange Verlag, Hollfeld 2019, ISBN 978-3-8044-2048-9.
- Textanalyse und Interpretation zu Christa Wolf, Der geteilte Himmel. C. Bange Verlag, Hollfeld 2018, ISBN 978-3-8044-2043-4.
- Textanalyse und Interpretation zu Georg Büchner, Lenz. C. Bange Verlag, Hollfeld 2018, ISBN 978-3-8044-2029-8.
- Textanalyse und Interpretation zu Hans-Ulrich Treichel, Der Verlorene. C. Bange Verlag, Hollfeld 2018, ISBN 978-3-8044-2046-5.
- Textanalyse und Interpretation zu Friedrich Schiller, Die Jungfrau von Orleans. C. Bange Verlag, Hollfeld 2017, ISBN 978-3-8044-9831-0.
- Textanalyse und Interpretation zu Henrik Ibsen, Ein Volksfeind. C. Bange Verlag, Hollfeld 2017, ISBN 978-3-8044-2041-0.
- Textanalyse und Interpretation zu Gerhart Hauptmann, Die Ratten. C. Bange Verlag, Hollfeld 2016, ISBN 978-3-8044-1971-1.
- Textanalyse und Interpretation zu Bertolt Brecht, Die heilige Johanna der Schlachthöfe. C. Bange Verlag, Hollfeld 2016, ISBN 978-3-8044-2026-7.
- Textanalyse und Interpretation zu Friedrich Schiller, Der Verbrecher aus verlorener Ehre. C. Bange Verlag, Hollfeld 2016, ISBN 978-3-8044-1913-1.
- Textanalyse und Interpretation zu Gerhart Hauptmann, Bahnwärter Thiel. C. Bange Verlag, Hollfeld 2016, ISBN 978-3-8044-1930-8.
- Erläuterungen zu Bertolt Brecht, Das lyrische Schaffen. C. Bange Verlag, Hollfeld 2016, ISBN 978-3-8044-3060-0.